# Festival da Canção 2008
Das 43. Festival da Canção fand am 9. März 2008 im Teatro Camões in Lissabon statt. Der austragende Fernsehsender war RTP. Gleichzeitig diente es als portugiesischer Vorentscheid für den Eurovision Song Contest 2008. Als Siegerin ging die Sängerin Vânia Fernandes hervor. Beim Eurovision Song Contest in Belgrad erreichte sie Platz 13 im Finale; Platz 2 im Semifinale.

## Teilnehmer

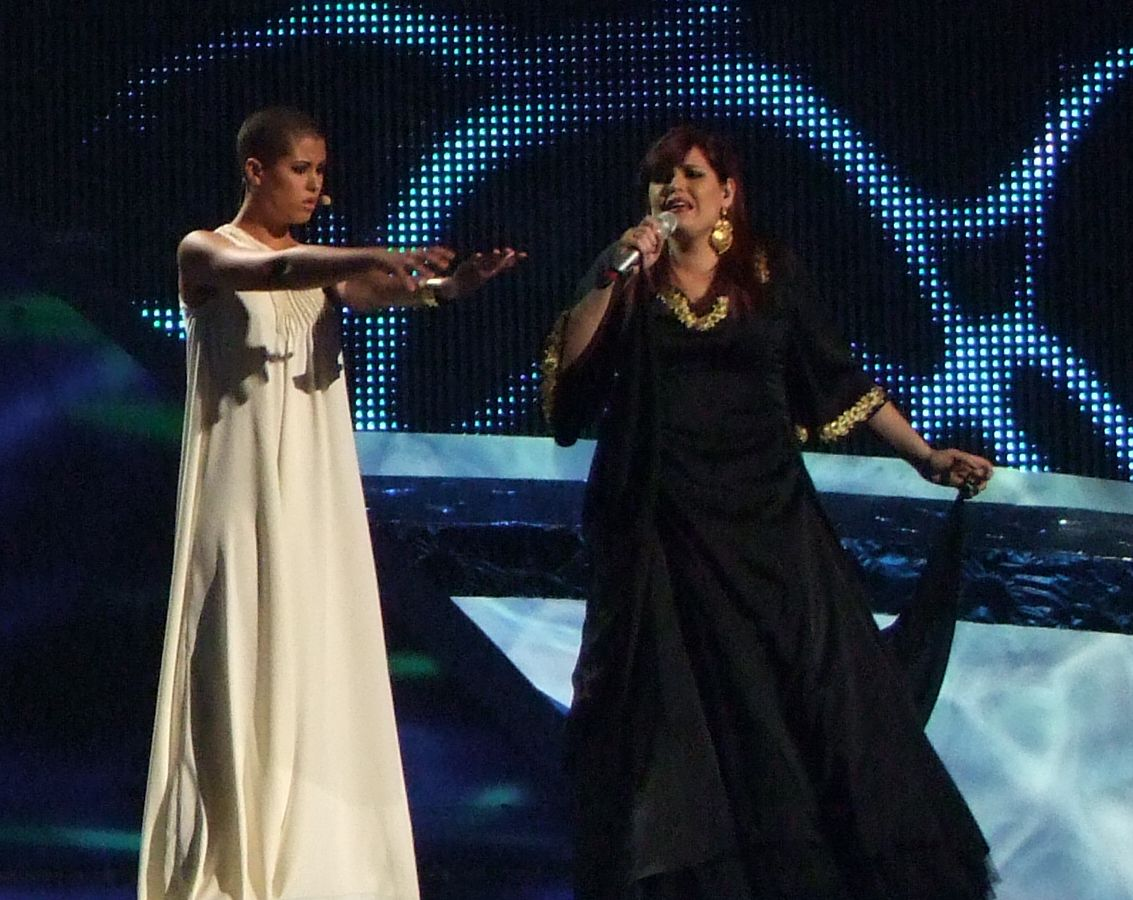
Vânia Fernandes (rechts)

Am Festival nahmen folgende zehn Künstler teil:
| Nr. | Interpret                              | Song                          | Platzierung |
| --- | -------------------------------------- | ----------------------------- | ----------- |
| 01  | Marco Rodrigues                        | Em água el sal                | 03.         |
| 02  | Carluz Belo                            | Cavaleiro de Manhã            | 08.         |
| 03  | BIG HIT                                | Por ti Portugal               | 06.         |
| 04  | Lisboa Não sejas francesca: Joana Mela | Porto de encotro              | 09.         |
| 05  | Vânia Fernandes                        | Senhora do mar (negras aguas) | 01.         |
| 06  | Vanessa                                | Do outro lado da vida         | 07.         |
| 07  | Ricardo Soler                          | Canção Pop                    | 04.         |
| 08  | Alex Smith                             | Obrigatório ter               | 02.         |
| 09  | Tucha                                  | O poder da mensagem           | 10.         |
| 10  | Bla Bla Bla                            | Magicantasticamente           | 05.         |